# 2 Kompania Komandosów
2 Kompania Komandosów (2 Kompania Commando) / 111 Kompania Ochrony Mostów – polska jednostka sił specjalnych sformowana we Włoszech w 1944 roku. Składała się z polskich oficerów i podoficerów z 3 Dywizji Strzelców Karpackich oraz ochotników włoskich i jugosłowiańskich. Była podporządkowana 2 Korpusowi Polskiemu.
Od czerwca 1944 roku wraz z 1 samodzielną kompanią Commando tworzyła Zgrupowanie Commando. 

## Działania bojowe
9 lipca przeszła chrzest bojowy, zdobywając Monte Freddo. 18 lipca jako pierwsza polska jednostka weszła do Ankony. 21 lipca została wycofana do odwodu II Korpusu.
Od 29 lipca dołączona do pułku ułanów karpackich wzięła udział w walkach nad rzekami Cesano i Metauro. Od 30 sierpnia do 2 września kompania uczestniczyła w zdobyciu Pesaro i przełamaniu Linii Gotów. Pod wpływem nacisków ze strony rządu włoskiego 18 października kompania została rozwiązana.
W trakcie walk kompania poniosła straty wynoszące 14 zabitych i 29 rannych.

## Organizacja i obsada personalna kompanii (stan na 3 czerwca 1944 r.)
- Dowódca kompanii – por. Feliks Kępa (VM)
- Zastępca dowódcy – ppor. Edward Jan Zalewski

1 pluton
- Dowódca – ppor. Tadeusz Zontek
- Zastępca dowódcy – kpr. pchor Tadeusz Kowalewski
- Dowódcy drużyn - kpr. Guido Dubois, kpr. Maksymilian Gabara (†26 VIII 1944 Ferriano Sant'Angelo), kpr. Tadeusz Jankowski (†29 VIII 1944 Novilara)

2 pluton
- Dowódca – plut.pchor. Adam Hodur (VM)
- Zastępca dowódcy – plut. Aleksander Złotecki (†19 VIII 1944 San'Andrea di Suaza)
- Dowódcy drużyn - kpr. pchor. Zbigniew Przybyszewski, kpr. Mario Lorenzo, st. strz. pchor. Zygmunt Piątkiewicz

3 pluton
- Dowódca – wachm. Hieronim Gruszczyński
- Zastępca dowódcy – kpr. pchor. Zbigniew Wierzbicki (VM) (†9 VII 1944 Monte Freddo)
- Dowódcy drużyn - kpr. Jan Kulesza, kpr. Gino Capodosto (†9 VII 1944 Monte Freddo), st. strz. pchor. Zbigniew Kural[2]